# Fausto Bonzi
Fausto Bonzi, né le 27 septembre 1961 à Dossena, est un coureur de fond italien spécialisé en course en montagne. Il a remporté deux titres de champion du monde de course en montagne sur parcours court et cinq titres de champion d'Italie de course en montagne.

## Biographie
Suivant la tradition des Italiens à la course du Snowdon, il se présente au départ en 1984 accompagné entre autres du vainqueur 1980, Privato Pezzoli. Le duo mène la course suivi de près par l'Anglais Kenny Stuart. Fausto s'impose en établissant un nouveau record en 1 h 3 min 46 s.
Lors de la première édition du Trophée mondial de course en montagne, alors qu'Alfonso Vallicella et Helmut Stuhlpfarrer se lancent dans un duel pour la victoire, il effectue une solide course et décroche la médaille de bronze sur le parcours long.
Il est engagé sur le parcours court les années suivantes. À Morbegno en 1986, il termine deuxième d'un triplé italien et décroche l'or par équipes avec Maurizio Simonetti et Renato Gotti. L'année suivante à Lenzerheide, il est annoncé comme favori Il remporte la victoire devant ses compatriotes Luigi Bortoluzzi et Renato Gotti, décrochant à nouveau l'or par équipes. À Châtillon-en-Diois en 1989, il mène la course de bout en bout, remportant la victoire devant l'Écossais Colin Donnelly et le Suisse  Martin May. Il remporte à cette occasion, sa troisième médaille d'or par équipes. En 1990 à Telfes, c'est à nouveau un triplé italien sur le podium du parcours court. Severino Bernardini remporte la victoire devant Fausto et Lucio Fregona avec logiquement l'or par équipes.
Il remporte cinq titres de champion d'Italie de course en montagne entre 1983 et 1989 Un record jusqu'à ce que Bernard Dematteis le détrône avec ses six titres en 2018.
Ses fils Nicola et Matteo pratiquent également l'athlétisme. Ce dernier s'est notamment illustré lors des championnats d'Europe de course en montagne 2017 à Kamnik en terminant douzième de la course junior et en remportant la médaille d'or par équipes.

## Palmarès
| no  | masculin           | Course                                                 | Longueur | Départ            | Temps           |
| --- | ------------------ | ------------------------------------------------------ | -------- | ----------------- | --------------- |
| 3e  | Médaille de bronze | Course du Snowdon                                      | 15,35 km | 17 juillet 1982   | 1 h 6 min 41 s  |
| 1re | Médaille d'or      | Course du Snowdon                                      | 15,35 km | 21 juillet 1984   | 1 h 3 min 46 s  |
| 3e  | Médaille de bronze | Course du Snowdon                                      | 15,35 km | 20 juillet 1985   | 1 h 3 min 56 s  |
| 3e  | Médaille de bronze | Trophée mondial de course en montagne - Parcours long  | 14,6 km  | 23 septembre 1985 | 1 h 9 min 41 s  |
| 1re | Médaille d'or      | Course de montagne du Danis                            | 12,9 km  | 6 juillet 1986    | 42 min 57 s     |
| 2e  | Médaille d'argent  | Trophée mondial de course en montagne - Parcours court | 10,95 km | 5 octobre 1986    | 45 min 57 s     |
| 1re | Médaille d'or      | Course de montagne du Danis                            | 12,9 km  | 5 juillet 1987    | 58 min 48 s     |
| 1re | Médaille d'or      | Trophée mondial de course en montagne - Parcours court | 8,9 km   | 23 août 1987      | 42 min 32 s     |
| 7e  | 7e                 | Trophée mondial de course en montagne - Parcours court | 10 km    | 15 octobre 1988   | 45 min 36 s     |
| 1re | Médaille d'or      | Trophée mondial de course en montagne - Parcours court | 10 km    | 16 septembre 1989 | 46 min 0 s      |
| 1re | Médaille d'or      | Course de montagne du Danis                            | 10,4 km  | 8 juillet 1990    | 42 min 1 s      |
| 2e  | Médaille d'argent  | Trophée mondial de course en montagne - Parcours court | 9,63 km  | 15 septembre 1990 | 42 min 10 s     |
| 8e  | 8e                 | Trophée mondial de course en montagne - Parcours court | 10 km    | 30 août 1992      | 51 min 9 s      |
| 1re | Médaille d'or      | Challenge Stellina                                     | 14,4 km  | 23 août 1993      | 1 h 22 min 37 s |

## Records
| Épreuve       | Performance   | Date            | Lieu                |
| ------------- | ------------- | --------------- | ------------------- |
| 10 kilomètres | 30 min 43 s 6 | 17 janvier 1988 | Monteforte d'Alpone |
| 15 kilomètres | 47 min 33 s 8 | 10 mars 1985    | Ponticella          |
| Semi-marathon | 1 h 6 min 4 s | 25 mars 1990    | Mantoue             |